# 트리트 (밴드)
트리트(Treat)는 스톡홀름 출신의 스웨덴의 하드 록 밴드이다.